# Otenis chalybaea
Otenis chalybaea là một loài bọ cánh cứng trong họ Cerambycidae.